# Nekrolog 1508
Nekrolog
◄◄
| ◄
| 1504
| 1505
| 1506
| 1507
| 1508 | 1509 | 1510 | 1511 | 1512 | ► | ►►
Weitere Ereignisse | Allgemeiner Nekrolog 1508
Die Beschreibung der verstorbenen Person sollte so kurz wie möglich gehalten sein und nur deren signifikante Tätigkeit(en) enthalten.
Neue Namen ggf. auch unter dem Geburts- und Sterbedatum, also etwa unter 1. Januar und im Geburts- und Sterbejahr (2024) eintragen (nur bei entsprechender großer Wichtigkeit). Für Beispiele siehe die schon vorhandenen Artikel.
Außerdem über die fünf zuletzt Verstorbenen, zu denen es einen ausreichend guten Artikel für eine Präsentation auf der Hauptseite gibt, nach der todesbedingten Überarbeitung der Artikel ggf. auch unter Wikipedia Diskussion:Hauptseite informieren und sie am besten auch in den anderen Wikipedia-Sprachversionen eintragen. Tipp: Regelmäßig bei news.google.de nach „ist tot“, „gestorben“ oder „verstorben“ suchen.
Wenn eine Person gestorben ist, gibt es viele Seiten zu dieser Person in der Wikipedia, die davon auch betroffen sind und entsprechend aktualisiert werden müssen. Beispiele: Namenübersichtsseite, Geburtsjahr, Geburtsort-Seiten und viele mehr.
Wie finde ich die betroffenen Seiten?
Im Suchfeld auf der linken Seite gibt man den Suchbegriff so ein: „Vorname Nachname“. Dann klickt man auf Volltext und alle Seiten mit entsprechendem Suchtext werden aufgerufen. Hier sieht man dann schnell, wo auch das Todesjahr Sinn macht oder sogar ein Teil des Artikels angepasst werden muss. Auch hilft das „Werkzeug“ auf der linken Seite sehr gut, um solche Seiten aufzufinden: „Links auf diese Seite“. Somit ist die Wikipedia wieder aktuell in allen Bereichen! Hinweis: bei Eintragung der Kategorie „Gestorben JAHR“ wird der Missbrauchsfilter 49 ausgelöst, was jedoch nicht schlimm ist. Siehe: Spezial:Missbrauchsfilter/49
Dies ist eine Liste von im Jahr 1508 verstorbenen bekannten Persönlichkeiten. Die Einträge erfolgen innerhalb der einzelnen Daten alphabetisch sortiert. Tiere sind im Nekrolog für Tiere zu finden.

## Januar
| Tag        | Name                          | Beruf, bekannt als | Alter | Beleg |
| ---------- | ----------------------------- | ------------------ | ----- | ----- |
| 25. Januar | Heinrich III. von Schauenburg | Bischof von Minden |       |       |

## Februar
| Tag         | Name                     | Beruf, bekannt als                                                                            | Alter | Beleg |
| ----------- | ------------------------ | --------------------------------------------------------------------------------------------- | ----- | ----- |
| 4. Februar  | Conrad Celtis            | deutscher Humanist und Dichter                                                                | 49    |       |
| 9. Februar  | Konrad IV. von Rietberg  | Bischof von Osnabrück, Fürstbischof von Rietberg (1482–1508); Bischof von Münster (1497–1508) |       |       |
| 15. Februar | Giovanni II. Bentivoglio | italienischer Adeliger; Alleinherrscher in Bologna (1463–1506)                                | 65    |       |
| 24. Februar | Georg von Ehingen        | Reichsritter und Reisender                                                                    |       |       |
| 28. Februar | Philipp                  | Kurfürst von der Pfalz                                                                        | 59    |       |
| 000Februar  | Michelotto Corella       | spanischer Söldner und General                                                                |       |       |

## März
| Tag      | Name                       | Beruf, bekannt als            | Alter | Beleg |
| -------- | -------------------------- | ----------------------------- | ----- | ----- |
| 18. März | Albrecht IV.               | Herzog von Bayern             | 60    |       |
| 18. März | Giovanni Antonio Trivulzio | italienischer Kardinal        |       |       |
| 29. März | Christoph von Baden        | Domherr in Straßburg und Köln | 30    |       |

## April
| Tag       | Name                         | Beruf, bekannt als              | Alter | Beleg |
| --------- | ---------------------------- | ------------------------------- | ----- | ----- |
| 11. April | Guidobaldo I. da Montefeltro | Herzog von Urbino               | 36    |       |
| 26. April | Georg Zingel                 | deutscher katholischer Theologe |       |       |

## Mai
| Tag     | Name                              | Beruf, bekannt als                                                         | Alter | Beleg |
| ------- | --------------------------------- | -------------------------------------------------------------------------- | ----- | ----- |
| 4. Mai  | Christoph Mendel von Steinfels    | Rechtsgelehrter und Rektor der Universität Ingolstadt; Bischof zu Chiemsee |       |       |
| 7. Mai  | Nil Sorski                        | russisch-orthodoxer Mönch, Starez                                          |       |       |
| 13. Mai | Martial d’Auvergne                | französischer Schriftsteller des späten Mittelalters                       |       |       |
| 21. Mai | Giles Daubeney, 1. Baron Daubeney | englischer Adliger, Militär und Staatsmann                                 |       |       |
| 25. Mai | Louis II. de Rohan                | französischer Adliger und Militär                                          |       |       |
| 27. Mai | Ludovico Sforza                   | Herzog von Mailand aus der Familie Sforza                                  | 55    |       |

## Juni
| Tag     | Name           | Beruf, bekannt als                          | Alter | Beleg |
| ------- | -------------- | ------------------------------------------- | ----- | ----- |
| 6. Juni | Ercole Strozzi | italienischer Adliger, Humanist und Dichter | 36    |       |

## Juli
| Tag      | Name              | Beruf, bekannt als                                                           | Alter | Beleg |
| -------- | ----------------- | ---------------------------------------------------------------------------- | ----- | ----- |
| 7. Juli  | Wary de Dommartin | französischer römisch-katholischer Geistlicher, erwählter Bischof von Verdun |       |       |
| 31. Juli | Na’od I.          | Kaiser (Äthiopien)                                                           |       |       |

## August
| Tag        | Name                     | Beruf, bekannt als                       | Alter | Beleg |
| ---------- | ------------------------ | ---------------------------------------- | ----- | ----- |
| 7. August  | Hugo XI. von Werdenberg  | Graf von Werdenberg-Heiligenberg         |       |       |
| 27. August | Hieronymus Münzer        | deutscher Humanist, Arzt und Geograf     |       |       |
| 30. August | Hieronymus Biechelberger | siebter Abt der Reichsabtei Ochsenhausen |       |       |

## September
| Tag           | Name                      | Beruf, bekannt als                                                                     | Alter | Beleg |
| ------------- | ------------------------- | -------------------------------------------------------------------------------------- | ----- | ----- |
| 4. September  | Pankraz von Dietrichstein | Landrichter im Schloss Wolfsberg                                                       |       |       |
| 15. September | Jakob von Liebenstein     | Erzbischof von Mainz, Reichserzkanzler                                                 |       |       |
| 16. September | Johannes Feierabend       | Schweizer Geistlicher, Abt                                                             |       |       |
| 18. September | Jorge da Costa            | portugiesischer Geistlicher, Erzbischof von Lissabon und Kardinal der Römischen Kirche | 101   |       |
| 21. September | Lorenz Gaul               | katholischer Priester, Benediktiner und Abt des Klosters Murrhardt                     |       |       |
| 23. September | Beatrix von Aragón        | Königin von Ungarn                                                                     | 50    |       |
| 26. September | Giovanni Colonna          | italienischer Kardinal                                                                 |       |       |
| 27. September | Simone del Pollaiuolo     | italienischer Architekt der Renaissance                                                | 50    |       |
| 27. September | Christoph von Zach        | Bischof von Seckau                                                                     |       |       |

## Oktober
| Tag         | Name                  | Beruf, bekannt als                                 | Alter | Beleg |
| ----------- | --------------------- | -------------------------------------------------- | ----- | ----- |
| 8. Oktober  | Martin von Weißenburg | Abt des Klosters Reichenau                         |       |       |
| 10. Oktober | Johann I. Thurzo      | Krakauer Patrizier, Kaufmann und Montanunternehmer | 71    |       |
| 19. Oktober | Hermann von Hessen    | Erzbischof von Köln und Fürstbischof von Paderborn |       |       |

## November
| Tag          | Name                   | Beruf, bekannt als                                  | Alter | Beleg |
| ------------ | ---------------------- | --------------------------------------------------- | ----- | ----- |
| 1. November  | Waldemar VI.           | Fürst von Anhalt-Köthen                             |       |       |
| 25. November | Ursula von Brandenburg | Herzogin von Münsterberg und Oels, Gräfin von Glatz | 58    |       |
| 30. November | Bartholomäus Kranepul  | deutscher katholischer Theologe                     |       |       |

## Dezember
| Tag          | Name                             | Beruf, bekannt als                | Alter | Beleg |
| ------------ | -------------------------------- | --------------------------------- | ----- | ----- |
| 10. Dezember | René II.                         | Herzog von Lothringen (1473–1508) | 57    |       |
| 16. Dezember | Heinrich der Jüngere zu Stolberg | Statthalter von Friesland         | 41    |       |
| 22. Dezember | Erich II.                        | Herzog zu Mecklenburg             | 25    |       |

## Datum unbekannt
| Tag | Name                                | Beruf, bekannt als                                           | Alter | Beleg |
| --- | ----------------------------------- | ------------------------------------------------------------ | ----- | ----- |
|     | Isaak Abrabanel                     | jüdischer Politiker und Finanzmann                           |       |       |
|     | Luis de Beaumont, 2. Conde de Lerín | navarresischer Adliger                                       |       |       |
|     | Johann Bere                         | Ratsherr der Hansestadt Lübeck                               |       |       |
|     | Dietrich Brömse                     | Ratsherr der Hansestadt Lübeck                               |       |       |
|     | Robert Clifford                     | englischer Ritter                                            |       |       |
|     | Leonhard von Dobschütz              | Astronom, Astrologe und Hochschullehrer in Krakau            |       |       |
|     | Heidenreich Droste zu Vischering    | Droste in den Ämtern Ahaus und Horstmar                      |       |       |
|     | Nikolaus Glasberger                 | deutscher Franziskaner und Historiker                        |       |       |
|     | John Hay, 1. Lord Hay of Yester     | schottischer Adliger                                         |       |       |
|     | Balthasar Hirschauer                | Stiftspropst von Berchtesgaden                               |       |       |
|     | Wolfgang Katzheimer                 | deutscher Maler                                              |       |       |
|     | Georg Kleist                        | deutscher Hofbeamter, herzoglich-pommerscher Kanzler         |       |       |
|     | Laurens Leve                        | Staller der Insel Strand                                     |       |       |
|     | Heinrich Matter                     | Schultheiss der Stadt Bern                                   |       |       |
|     | Nephon II.                          | Patriarch von Konstantinopel, griechisch-orthodoxer Heiliger |       |       |
|     | Wilhelm von Pappenheim              | Herr auf Burg Rothenstein                                    |       |       |
|     | Erhard Paumgartner                  | Bischof von Lavant                                           |       |       |
|     | Petrus von Ravenna                  | italienischer Rechtswissenschaftler                          |       |       |
|     | François Tissard                    | französischer Humanist                                       |       |       |